# Milton Ribeiro (artista plástico)
Milton Martins Ribeiro (Rio de Janeiro, 19 de outubro de 1922 - Brasília, 21 de novembro de 2013) foi um pintor, gravurista e professor universitário brasileiro. Frequentou a Escola Nacional de Belas Artes (ENBA), participou do Grupo dos Dissidentes com Alfredo Ceschiatti e do Grupo Guignard, convivendo com demais artistas que se posicionaram contra o tradicionalismo e conservadorismo acadêmico. Fez especialização em gravura no Museu de Arte Moderna do Rio de Janeiro (MAM/RJ) com Friedlaender e Edith Behring, estudou no College Technique Estienne e no ateliê de André Lhote, em Paris. Foi professor na ENBA da Universidade Federal do Rio de Janeiro, Pontíficia Universidade Católica e Escola Superior de Desenho Industrial do Rio de Janeiro e Universidade de Brasília. É autor do livro "Planejamento Visual Gráfico", publicado em 1987 e atualmente considerado como referência na bibliografia da área, consta na Enciclopédia Delta-Larousse e no Dicionário Brasileiro de Artistas Plásticos, entre outros. Encontram-se obras de sua autoria no Museu Nacional de Belas Artes (Brasil) e no Museu de Arte Moderna do Rio de Janeiro, além de coleções particulares nacionais e internacionais.

## Biografia

### Formação e participação em grupos de artistas
Milton Martins Ribeiro nasceu no Rio de Janeiro em 1922, ano marcado pela Semana de Arte Moderna, acontecimento de extrema relevância para a história da arte brasileira, que influenciou o artista 20 anos depois, quando participou do Grupo dos Dissidentes. Formado por estudantes da Escola Nacional de Belas Artes da Universidade Federal do Rio de Janeiro (ENBA/UFRJ), o grupo era composto por artistas como Alfredo Ceschiatti, Francisco Bologna e Maurício Roberto, que tiveram suas obras vetadas da mostra anual. Outros artistas se posicionaram contra o tradicionalismo da academia e realizaram uma exposição do grupo na Associação Brasileira de Imprensa (ABI), que contou com o apoio de Alberto da Veiga Guignard, Manuel Bandeira e outros intelectuais da época.  Foram enviados telegramas a Mário de Andrade, convidando o artista para exposições do grupo, sendo em uma delas, convidado para fazer uma conferência sobre Cândido Portinari. (Vide convite enviado por telegrama a Mário de Andrade, assinado por estudantes da ENBA/RJ, entre eles Alfredo Ceschiatti, colega de grupo Milton Ribeiro e Beatriz Monteiro, em 1942.)
Após o dissolvimento do grupo, ainda no início da década de 40, Milton Ribeiro integrou o Grupo Guignard, fundado pelo próprio artista e outros, como Iberê Camargo e Geza Heller. A única exposição feita pelo Grupo Guignard foi inaugurada no Diretório Acadêmico da ENBA/UFRJ em 25 de outubro de 1943, com mais de 150 desenhos, aquarelas e guaches de caráter moderno, obtendo grande repercussão na imprensa. Apenas três dias depois foi desmontada à força por estudantes conservadores, o que chegou a danificar algumas das obras expostas, mas foi reinaugurada na ABI, onde o público teve acesso a exposição. O Grupo Guignard, também ficou conhecido como a Nova Flor do Abacate, apelidado assim por Manuel Bandeira em artigo publicado na ocasião da exposição do grupo, inspirado pela localização do ateliê coletivo, situado no prédio da antiga gafieira Flor do Abacate, no bairro do Flamengo. O grupo durou um ano, até Guignard ser convidado por Juscelino Kubistchek para dirigir o curso livre de desenho e pintura na Escola de Belas Artes, em Belo Horizonte, que com seu falecimento, tornou-se a atual Escola Guignard.

### Prêmios e menções honrosas
Paralelamente a isso, aos poucos a ENBA cedia as influências modernistas na linguagem estética do cenário artístico, desde a criação da Divisão Moderna no Salão Nacional de Belas Artes em 1940, e ao longo dessa década com as seguidas premiações de artistas dissidentes. Entre eles, citando alguns exemplos: Ceschiatti recebeu medalhas de bronze e prata em dois anos consecutivos; Milton Ribeiro recebeu menção honrosa em 1943, foi premiado com medalhas de bronze em 1944 e 1945, ano de sua graduação na ENBA e especialização no MAM/RJ, respectivamente, além da menção honrosa no Salão Nacional de Arte Moderna em 1948; e José Moraes recebeu o Prêmio de Viagem ao exterior, em 1949.

### Especialização e estudos no exterior
Já em 1950, Milton Ribeiro teve bolsa concedida pelo governo francês para estudar artes gráficas no College Technique Estienne, frequentando também em Paris, o ateliê de André Lhote, artista, professor e teórico de arte, que nessa década realizou palestras em diversos países, incluindo o Brasil. Lhote teve influência cubista, recebeu o Grand Prix Nacional Peinture em 1955, e foi nomeado Presidente da Associação Internacional de Pintores, Escultores e Gravadores pela UNESCO. No Museu de Arte Moderna do Rio de Janeiro (MAM/RJ) cursou gravura em metal com Friedlaender e Edith Behring, artista que organizou o Ateliê de Gravura do MAM/RJ, e mais tarde foi seu assistente entre 1960 e 1961. 

### Carreira acadêmica e artística
Tornou-se professor de teoria e história das artes gráficas e comunicação visual gráfica na ENBA/UFRJ, do curso de jornalismo na Pontíficia Universidade Católica do Rio de Janeiro (PUC/RJ) e de teoria da técnica e dos materiais no curso de comunicação visual da Escola Superior de Desenho Industrial do Rio de Janeiro. Ao final da década de 60, a convite de Fernando Barreto, professor e artista plástico, Milton Ribeiro mudou-se para Brasília com a família para consolidar o então Instituto Central de Artes da Universidade de Brasília (ICA/UNB), onde ministrou o curso de técnica e planejamento de artes gráficas.  Ainda em 1967, fez uma exposição individual na galeria do Hotel Nacional, e um ano depois, no contexto da ditadura militar, quando a universidade é invadida em 1968, Milton Ribeiro participa do movimento de demissão voluntária como protesto contra o desligamento de colegas acusados de subversão.
Nesse momento, contando com o apoio de sua parceira, Milton Ribeiro intensificou sua produção retratando o cotidiano da nova capital brasileira e a registrando historicamente. Um exemplo dessa fase é a série de 15 telas que compõem uma vista panorâmica do Plano Piloto, com destaque para a “Península Norte”, pintada entre 1976 e 1977 e exposta no Festival Internacional da Pintura na França, em 1979, um ano antes da conclusão da série. Somente em 1985. com a redemocratização do país, Milton Ribeiro retornou ao campus ministrando aulas de planejamento gráfico na Faculdade de Comunicação da UNB, e nesse mesmo ano, o artista participou da inauguração do Museu de Arte de Brasília (MAB), com sala especial na exposição coletiva. No ano de 1987 publicou o clássico livro "Planejamento Visual Gráfico", sendo referência utilizada atualmente na bibliografia da área. Outra fase marcante na trajetória artística do pintor é a série “Pequeno Arquiteto”, que durou 25 anos, sendo concluída já no início da década de 90, e uma série de imagens referentes a cultos afros, inspirada pelo universo materno, produzida até o final da década. Nos anos 2000, as técnicas cubistas aprendidas com Lhote aparecem em sua produção, através de seres representados a partir do desenho rápido e simplificado de suas faces, além da repartição do fundo das pinturas.

### Homenagens e doação de obras
Em 2012, Milton Ribeiro recebeu o título de Professor Emérito da UNB, como parte das comemorações dos 50 anos da instituição e de seus 90 anos, sendo realizada também uma exposição em sua homenagem, além do lançamento da décima edição do livro Planejamento Visual Gráfico. Na ocasião, foi doada para a universidade a Coleção Beatriz, 250 obras cuidadosamente selecionadas por sua companheira, ao longo de uma vida juntos.

## Exposições coletivas
| - Exposição de "Os Dissidentes" na Associação Brasileira de Imprensa (ABI), Rio de Janeiro/RJ (1942) - Salão Nacional de Arte Moderna da ENBA/UFRJ, Rio de Janeiro/RJ (1943-1972) - I Exposição de Desenhos do Grupo Guignard no Diretório Acadêmico da ENBA/UFRJ e na ABI, Rio de Janeiro/RJ (1943) - I Exposição do Centro Acadêmico Luiz Carpenter da Faculdade de Direito do Rio de Janeiro, Rio de Janeiro/RJ (1944) - I Salão de Belas Artes da Pontíficia Universidade Católica do Rio de Janeiro (PUC/RJ), Rio de Janeiro/RJ (1954) - Salão Ferroviário do Serviço de Documentação do Ministério da Viação e Obras Públicas (1956) - I Salão SHELL (1958) - Milton e Telmo Ribeiro – Galeria Dezon, Rio de Janeiro/RJ - Coletiva de Gravura no Museu de Arte Moderna do Rio de Janeiro (MAM/RJ), Rio de Janeiro/RJ (1959) - Exposição do Atelier de Gravura do MAM/RJ, Rio de Janeiro/RJ (1960) - Exposição Conjunta de Gravura no Museu de Reproduciones de la UNMSM, Lima-Peru (1961) - Exposição "4 Artistas do Rio" - sob o patrocínio da Prefeitura de Campos do Jordão, São Paulo (1965) - I Salão de Artes Plásticas da ABI, Rio de Janeiro/RJ (1965) | - Exposição "4 Pontos de Vista" na Galeria Nagasawa, Rio de Janeiro/RJ (1965) - Exposição do Sesquicentenário da ENBA/URFJ, Rio de Janeiro/RJ (1966) - Exposição de ex-alunos da ENBA/UFRJ, Rio de Janeiro/RJ (1966) - I Salão Global de Primavera, Brasília/DF (1973) - Brasília Arte Hoje na Galeria Oscar Seraphico, Brasília/DF (1979) - Jogos Infantis na Galeria TREVO, Rio de Janeiro/RJ (1979) - XI Festival Internacional de la Peinture em Cangnes - Sur - Mer, França (1979) - Exposição de João Evangelista, Milton Ribeiro e Souza Neto - Galeria Contemporânea de Arte, Brasília/DF (1984) - Galeria Contemporânea de Arte, Brasília/DF (1984) - Coletiva de Natal Cavalier Galeria de Arte, Brasília/DF (1989) - Coletiva de Natal Galeria Oscar Seraphico, Brasília/DF (1989) - Coletiva de Verão Galeria Oscar Seraphico, Brasília/DF (1990) - Coletiva Especial 17 anos Galeria Oscar Seraphico, Brasília/DF (1990) - 9 artistas do Centro-Oeste, Centeno Atelier de Artes Plásticas, Brasília/DF (1991) - Desenhos, aquarelas e pinturas de Beatriz e Milton Ribeiro – Fundação Rodrigo Melo Franco de Andrade, Tiradentes/MG (1997) - Inauguração do espaço cultural do município Ilha Comprida: pinturas de Beatriz e Milton Ribeiro, Ilha Comprida/ SP (2000) - Brasília fora do quadro, Museu de Arte de Brasília (2005) - Artistas Seniores, Museu de Arte de Brasília (2005) - "O Círculo" no Museu Nacional do Conjunto Cultural da República (MUN), Brasília/DF (2007) |

## Exposições individuais
| - Diretório Acadêmico da Escola Nacional de Belas Artes, Rio de Janeiro/RJ (1944) - Galeria Nagasawa, Rio de Janeiro/RJ (1956) - Galeria Dezon, Rio de Janeiro/RJ (1966) - "Pinturas de Milton Ribeiro" na Galeria do Hotel Nacional, Brasília/DF (1967) - TodArte Galeria, São Paulo/DF (1967) - Sigla Viva, Rio de Janeiro/RJ (1970) - Galeria Porta do Sol, Brasília/DF (1975) - Centro de Ensino Unificado de Brasília (CEUB), Brasília/DF (1976) - Galeria Debret, Paris-França (1978) - Parnaso Galeria de Arte, Brasília/DF (1979) - Parnaso Galeria de Arte, Brasília/DF (1980) - Parnaso Galeria de Arte, Brasília/DF (1981) - Galeria Oswaldo Goeldi da FUNARTE "25 anos da fase O Pequeno Arquiteto", Brasília/DF (1983) - Galeria do Memorial JK, Brasília/DF (1983) | - Galeria Contemporânea de Arte, Brasília/DF (1984) - Sala Especial na inauguração do Museu de Arte de Brasília (MAB), Brasília/DF (1985) - Cavalier Galeria de Arte "Paisagens", Brasília/DF (1991) - Cavalier Galeria de Arte "25 anos pintando Brasília", Brasília/DF (1992) - Cavalier Galeria de Arte "Cidades históricas do Brasil: Pinturas de Milton Ribeiro", Brasília/DF (1995) - "Milton Ribeiro: Brasília, variações e pinturas" na Galeria do Banco Regional de Brasília (BRB), Brasília/DF (s/a) - Conjunto Cultural da Caixa "Memórias de Brasília 1967-2000: Pinturas de Milton Ribeiro", Brasília/DF (2001) - Espaço do Servidor da Câmara dos Deputados "O Brasil de Milton Ribeiro", Brasília/DF (2002) - Museu de Arte de Brasília "Pinturas expressionistas de Milton Ribeiro", Brasília/DF (2002) - Conjunto Cultural da Caixa "Milton Ribeiro: retrospectiva 60 anos", Brasília/DF (2004) - Galeria Espaço Piloto (UnB) "Milton Ribeiro: uma constelação", Brasília/DF (2012) |